# Славгородский сельский совет (Краснопольский район)
Славгородский сельский совет (укр. Славгородська сільська рада) — входит в состав
Краснопольского района
Сумской области
Украины.
Административный центр сельского совета находится в 
с. Славгород
.

## Населённые пункты совета
- с. Славгород
- с. Верхняя Пожня
- с. Порозок